# 原公镇
原公镇，是中华人民共和国陕西省汉中市城固县下辖的一个乡镇级行政单位。

## 行政区划
原公镇下辖以下地区：
东原公村、新原村、齐心村、郑家坡村、田什字村、原公村、西原公村、西坝村、苗家山村、青龙寺村、吕家河村、新庄村、垣山村、李家山村、南沟村、三官村、常家沟村、夭庄村、丁家村、陈家村、东窑村、卢家坡村、宝山村、西庙村、东庙村、苏村和柳夹寨村。